# Liu Bei
Liu Bei (pron. /liou pei/; 劉備T, 刘备S, Liú BèiP, Liu2 Pei4W), nome di cortesia Xuande (玄德T, 玄德S, XuándéP, Hsuan-teW) (161 – 21 giugno 223) è stato un generale cinese.
Fu il primo sovrano del regno Shu, durante periodo dei tre regni, fratello giurato di Guan Yu e Zhang Fei dedicò la sua vita alla restaurazione della dinastia Han della quale si dichiarò successore una volta che questa cadde in modo definitivo con l'incoronazione di Cao Pi come imperatore della dinastia Wei.
Nel 184 scoppiò la ribellione dei turbanti gialli e persone in tutti gli stati e contee organizzarono crociate ribelli. Liu Bei guidò Geng Yong, Guan Yu, Zhang Fei, Qian Zhao e un gruppo di subordinati per seguire Zou Jing nella crociata contro i Turbanti Gialli, compì imprese militari e fu nominato An Xiwei. In seguito, Liu Bei rinunciò alla sua posizione ufficiale quando diede all'ispettore 200 frustate per avergli reso le cose difficili.
Nel 191 Liu Bei era allora nell'ordine di Gaotang, ma fu sconfitto dai ladri e disertò a Gongsun Zan. Gongsun Zan raccomandò Liu Bei alla corte imperiale per diventare magistrato di Pianura e ministro di Pianura.
Nel 193 Cao Cao conquistò Xuzhou e sconfisse Tao Qian, il pastore di Xuzhou, che massacrò la città a Xuzhou. Tao Qian chiede aiuto a Tian Kai, che si unisce a Liu Bei per salvare Tao Qian. Quando Cao Cao si ritirò a causa della ribellione di Zhang Miao e Chen Gong, Tao Qian diede a Liu Bei 4.000 soldati da Danyang. Tao Qian raccomandò Liu Bei come Assassino di Yuzhou e lo fece stazionare a Xiaopei.
Nel 194 Tao Qian era gravemente malato e disse al suo consigliere Mi Zhu: "Nessuno tranne Liu Bei può rendere stabile Xuzhou". Dopo la morte di Tao Qian, Mi zhu guidò la popolazione di Xuzhou ad accogliere Liu Bei a Xuzhou.
Nel 195 L Bu fu sconfitto da Cao Cao e si unì a lui, e Liu Bei lo trattò con gentilezza e cortesia. Quando Lü Bu incontrò Liu Bei, disse con il massimo rispetto: "Vengo dalle tue stesse terre di confine e ho visto che i signori della regione di Guan Dong si sono sollevati per uccidere Dong Zhuo. In seguito, quando ho ucciso Dong Zhuo, sono stato costretto dall'esercito disordinato ad andare verso est, ma nessuno dei signori di Guan Dong era disposto a reinsediarmi, senza contare che c'erano altri che volevano uccidermi". Allora Lü Bu invitò Liu Bei a sedersi nella sua tenda, fece salutare la moglie, bevve vino e banchettò, rivolgendosi a Liu Bei come a un fratello; riconoscente, Liu Bei chiese a Lü Bu di presidiare Xiaopei.
Nel 196, quando Yuan Shu venne ad attaccare Xuzhou, Liu Bei resistette alle forze di Yuan a Xuyi e Huaiyin. Cao Cao presentò una petizione alla corte e Liu Bei divenne generale di Zhen Dong e fu nominato marchese del Padiglione Yicheng. Gli eserciti di Liu Bei e Yuan Shu si affrontarono per un mese, vincendo e perdendo l'uno contro l'altro. Quando l'esercito di Liu Bei si svuotò, Lü Bu contattò Cao Bao, il difensore di Xiapi, e colse l'occasione per inscenare un ammutinamento che cacciò Zhang Fei dalla città. Lü Bu cattura la moglie di Liu Bei.
Nel 197, avendo perso le sue retrovie, Liu Bei dovette chiedere la pace a Lü Bu, che gli restituì la moglie ma non il dominio di Xuzhou. Liu Bei dovette inviare Guan Yu a guardia di Xiapi e tornare a Xiaopei con le sue sole truppe, poi riunì le sue truppe e guadagnò nuovamente più di 10.000 uomini.
Quando Lü Bu viene a sapere che Liu Bei ha riorganizzato il suo esercito, lo attacca nuovamente. Liu Bei viene sconfitto e non ha altra scelta che sottomettersi a Cao Cao. il quale aveva un'ottima opinione del giovane prefetto: l'armata di Cao Cao usò un fiume vicino al castello per allagarlo, e l'armata di Lü Bu, ormai sicura della sconfitta e spinta dai comportamenti del loro comandante sempre più abietti, si arrese consegnandolo a Cao Cao.
Liu Bei uscì però presto dall'influenza di Cao Cao e si alleò con Yuan Shao nella guerra per il controllo delle piane centrali, con la sconfitta dell'esercito di Yuan Shao Liu Bei si rifugiò a sud dove fu raggiunto dal fratello Guan Yu che aveva combattuto per un certo periodo per Cao Cao, ignaro delle peregrinazioni di Liu Bei.
La grande svolta di Liu Bei fu l'annessione fra i ranghi del suo esercito di Zhuge Liang, stratega di incredibile abilità, che consigliò la "tattica dei tre regni", un piano di divisione della Cina in tre per occuparne stabilmente un terzo, e successivamente tentare la conquista degli altri 2 territori.
La figura carismatica di Liu Bei portò a un esodo di civili (circa 100.000) che seguirono il suo esercito inseguito dalle truppe di Cao Cao a sud.
L'esercito incredibilmente rallentato fu raggiunto presso Chang Ban dove nella confusione la famiglia di Liu Bei fu lasciata indietro: Zhao Yun si aprì la strada a cavallo fra le file nemiche, salvò Liu Chan, figlio del proprio signore e ritornò sano e salvo col bimbo ancora in fasce.
L'avanzata delle truppe di Cao Cao fu fermata da Zhang Fei su un ponte, che dopo aver terrorizzato le truppe nemiche lo fece crollare, e dall'arrivo di Guan Yu con la flotta e rinforzi.
Liu Bei si alleò con Sun Quan, signore di Wu, e insieme i due regni fermarono l'avanzata a sud dell'esercito di Cao Cao nella battaglia navale di Chi Bi grazie all'aiuto dei tre grandi strateghi: Zhuge Liang, Pang Tong e Zhou Yu.
In seguito il virtuoso comandante conquistò i territori del sud, sconfiggendo il suo capoclan Liu Zhang nell'assedio di Cheng Du, dove sottomise il potente generale Ma Chao e dove Pang Tong fu assassinato da Zhang Ren in un'imboscata. Si era dunque realizzato il piano di Zhuge Liang che prevedeva una Cina divisa in tre, ora contesa fra Shu, Wu e Wei.
Il vero nemico di Shu era Wei, che fra i tre era lo stato più potente, e per questo Zhuge Liang propose un'alleanza con Wu contro il comune nemico: Wu attaccò Wei nella regione di He Fei, venendo però respinta nonostante una vittoriosa avanzata iniziale ed una schiacciante superiorità numerica, e Liu Bei ordinò di attaccare nel territorio di Jing, che era un punto strategico fra i tre regni.
Questa campagna, guidata da Guan Yu, chiamato "dio della guerra", vide la propria disfatta durante l'assedio del castello presso Fan, difeso dal generale Cao Ren a causa dell'arrivo di rinforzi da Wei portati dal generale Xu Huang e dal tradimento del regno di Wu, che vide l'assedio come un'occasione di riportare Jing sotto il proprio controllo. Guan Yu e suo figlio Guan Ping furono presi e giustiziati dopo essersi ritirati a Mai da un'imboscata dello stratega di Wu, Lu Meng. Zhang Fei fu assassinato poco più tardi dai suoi uomini, stanchi dei soprusi del comandante ubriacatosi per il dolore della perdita del fratello.
Nel 223 Liu Bei si trovò quindi solo e decise di intraprendere una campagna punitiva contro Wu.
L'esercito di Wu, guidato dal giovane e acuto Lu Xun, aspettò le truppe di Shu ad Yi Ling. La battaglia si presentava molto cruenta, pertanto Lu Xun aspettò i primi segni di stanchezza delle truppe nemiche, sfiancate dopo una la lunga marcia, e attaccò col fuoco, bruciando i viveri nemici e lanciando un contrattacco a sorpresa massacrando le armate di Shu. Gli sconfitti, pur riuscendo a ritirarsi, subirono perdite devastanti, e Liu Bei stesso morì di malattia poche settimane dopo.

## Nella cultura di massa
Appare come personaggio giocabile nella serie videoludica Dynasty Warriors, a partire dal secondo capitolo. Inoltre, in Wo Long: Fallen Dynasty, è presente come personaggio che accompagna il giocatore e anche come boss affrontabile nella storia. Infine, è presente come capofazione giocabile nello strategico a turni Total War: Three Kingdoms.
Nel mondo dei manga e anime, appare anche in Inazuma Eleven GO Chrono Stones e in Record of Ragnarok (come spettatore insieme a Guan Yu e Zhang Fei durante la battaglia tra Lü Bu e Thor).